# Parabezzia grogani
Parabezzia grogani är en tvåvingeart som beskrevs av Ryszard Szadziewski och Wirth 1983. Parabezzia grogani ingår i släktet Parabezzia och familjen svidknott.
Artens utbredningsområde är Algeriet. Inga underarter finns listade i Catalogue of Life.